# آندره واشروت
آندره واشروت (انگلیسی: André Vacherot; ۲۷ اوت ۱۸۶۰ – ۲۲ مارس ۱۹۵۰) تنیس‌باز اهل فرانسه بود.
وی ۴ بار فاتح تنیس آزاد فرانسه شد.